# Лес шумит
«Лес шумит» («Полесская легенда») — рассказ В. Г. Короленко, опубликован в 1886 году в журнале «Русская мысль», в 1957 году экранизирован.
Как отдельный вариант рассматривается рассказ с правкой А. П. Чехова, сделанной в 1887 году, впервые опубликованный в 1962 году.
По окончании повести, когда вы отрываете глаза от книги, начинает казаться, что действительно вы побывали в лесу и слышали шум громадного бора. «Лес шумит, лес шумит…» — эти слова старого деда долго стоят в ушах, как отголосок бесконечного лесного гула.

## Содержание
В полесской легенде «Лес шумит» Короленко утверждал право человека на месть насильнику, напоминал о тех эпизодах прошлых времён, когда кончалось терпение угнетённых и они поднимались на «панов».
Рассказ ведётся от лица деда, который в сторожке лесника в Полесье живёт уж «давненько. Француз приходил в царскую землю, я уже был…». Оставшись сиротой, он ребёнком был взят Романом — лесником, крепостным местного паныча, и стал свидетелем произошедшего здесь случая.
В то время паныч заставил Романа взять в жёны Оксану — девчину красивую — а то на охоте панычу к леснику было «заехать не весело». Хотя Роман и не хотел жениться, а Оксану любил бандурист паныча Опанас и, падая панычу в ноги, просил выдать девку за него, но паныч Романа на Оксане женил.
Роман нарадоваться не мог на жену и дурнем считал себя, что отказывался от свадьбы. Спустя немного времени Оксана родила дитятко, но оно не прожило и дня, при этом люди-то поговаривали, что ребёнок этот был не от Романа — срок с момента свадьбы прошёл ещё небольшой.
Как-то, возвращаясь с охоты в сторожку лесника, заехал паныч со свитой, средь которой был и бандурист Опанас, по-тихому поведавший Роману, как паныч над его жинкой потешается…, и задумал Опанас «лихо». Как ни пытался крестьянин предотвратить задуманное Опанасом, но только когда паныч всех, и Опанаса с Романом тоже, отправил на болото за добычей, а сам остался в хате с Оксаной, уходя, Роман сказал Оксане: «Пану сготовь постелю», да только уж знал, что лежать панычу не в постели…

## Создание
Рассказ написан в ноябре — декабре 1885 года, впервые напечатан в январе 1886 года в № 1 журнала «Русская мысль».
Это был первый опыт В. Г. Короленко по работе для журнала, и, написанный в спешке — по-заказу «Русской мысли» рассказ сам автор не считал чем-то серьёзным в литературном плане:

…Рассказ этот написан совсем-таки по заказу, объявления о нём в газетах появились, когда он еще не был окончен, и мне пришлось порядочно-таки испортить себе крови срочной работой. Если рецензенты его «распушат», то это будет иметь основание, это, собственно, художественная безделка.— из письма В. Г. Короленко своему брату Юлиану от 23 января 1886 года
В одном из писем Короленко упомянул, что черновик этого рассказа был так испещрён украинскими словами и оборотами, что его пришлось сильно выправлять при переписке.
Однако, как отмечается литературоведами, сама идея леса, ключевая в рассказе, берёт начало ещё в детстве писателя — «из детского впечатления шумящего леса, слившегося с другими впечатлениями жизни, родилась поэтичная легенда». Такой вывод делается на основе воспоминания писателя о своей первой прогулке в лесу в раннем детстве, имеющегося в автобиографическом произведении «История моего современника»:

Меня заворожил протяжный шум лесных верхушек, и я остановился как вкопанный на дорожке… Я, кажется, чувствовал, что «один в лесу» — это, в сущности, страшно, но, как заколдованный, не мог ни двинуться, ни произнести звука, и только слушал то тихий свист, то звон, то смутный говор и вздохи леса, сливавшиеся в протяжную, глубокую, нескончаемую и осмысленную гармонию, в которой улавливались одновременно и общий гул, и отдельные голоса живых гигантов, и колыхания, и тихие поскрипывания стволов… Все это как бы проникало в меня захватывающей могучей волной… Я переставал чувствовать себя отдельно от этого моря жизни, и это было так сильно, что когда меня хватились и брат матери вернулся за мной, то я стоял на том же месте и не откликался… Впоследствии эта минута часто вставала в моей душе как первообраз глубокого, но живого покоя…
Цензура коснулась созданной в 1893 году на основе повести оперы «В грозу».

## Критика
В статье о писателе в Энциклопедическом словаре Брокгауза и Ефрона за авторством С. А. Венгерова, так сказано о рассказе:

Полесская легенда «Лес шумит» написана почти сказочной манерой и по сюжету довольно банальна: пана убил оскорбленный в своих супружеских чувствах холоп. Но подробности легенды разработаны превосходно; в особенности прекрасна картина волнующегося перед бурей леса. Выдающее уменье Короленко описывать природу сказалось здесь во всем блеске. Зорким глазом подсмотрел он не только общую физиономию леса, но и индивидуальность каждого отдельного дерева. Вообще дар описания природы принадлежит к числу важнейших особенностей дарования Короленко. Он воскресил совсем-было исчезнувший из русской литературы, после смерти Тургенева, пейзаж. Чисто романтический пейзаж Короленко имеет, однако, мало общего с меланхолическим пейзажем автора «Бежина Луга». При всей поэтичности темперамента Короленко меланхолия ему чужда, и из созерцания природы он пантеистически извлекает то же бодрящее стремление ввысь и ту же веру в победу добра, которые составляют основную черту его творческой личности.
О том, что начало рассказа напоминает ритмичную прозу Тургенева, говорил и исследователь творчества обоих писателей Г. А. Бялый.
Д. С. Мережковский писал, что идея протеста, выраженная в рассказе, у автора последовательна, и «Лес шумит» с действенным, но не разумным протестом, по осмысленности протеста героем находится между новеллой «Сон Макара», в герое которого только проснулся гнев, и очерком «По пути», протест героя которого уже разумен, это протест интеллигентного человека:

В поэтической новелле «Лес шумит» крепостной мужик Роман убивает из ревности барина, деспота-самодура. Здесь, как и во всех рассказах г. Короленко, «униженный и оскорбленный» принимает наступательное положение по отношению к обидчику — представителю высшего класса. Как видите, основная тема всё та же. Но протест — совершенно животный, грубый, чуждый сознательных, нравственных мотивов; это возмущение первобытного естественного инстинкта против одной из вопиющих несправедливостей, порождаемых общественными неравенствами. Представителем более определенного и осмысленного протеста является в рассказе эпизодическое лицо — Опанас, вольный казак-бандурист родом с Украины.
Корней Иванович Чуковский отмечал парадоксальную особенность творчества писателя: Короленко писал о страшных вещах, практически в каждом его произведении присутствует смерть — насильственная, и часто не одного персонажа, но при этом его творчество, такой результат — уничтожение ужаса — достигался разными методами, один из которых смех, но:

У Короленки для этой цели имеются и другие, более изощренные средства. Вот в очерке «Лес шумит» лесник убивает помещика, — и смерть эта, конечно, ужасна, но какое нам дело до этой смерти, если очерк «Лес шумит» — есть легенда, а время действия в легенде всегда так от нас далеко, и самое действие совершается в легенде так гармонично и размеренно, и вся легенда покрыта таким прекрасным туманом, что, поистине, у Короленки нет более верного средства для борьбы с ужасным, роковым и трагическим, чем именно легенда.
Жанр произведения определяется критикой как рассказ, хотя он и назван легендой: «в этой легенде преобладает рассказовое начало, несмотря на предельную точность в описании».
Отмечается, что рассказ оказал влияние на молодого Максима Горького: «Уже в „Макаре Чудре“ чувствуется несомненное влияние короленковской полесской легенды „Лес шумит“. Именно она подсказывает Горькому форму рассказа в рассказе, а Макар Чудра во многом напоминает старого деда, рассказывающего лесную бывальщину, которую сам Короленко назвал легендой».

### Лес в произведении
Писатель Юрий Маркович Нагибин, размышляя о точности фраз литературных произведений, с восхищением писал о находке Короленко слов при описании леса:

«Лес шумел… В этом лесу всегда стоял шум — ровный, протяжный». Какая счастливая находка! Писатель, верно, долго размышлял над тем, каким словом обозначить слышимый им лесной шум. Постоянный, нескончаемый, неумолчный, вечный. И вдруг — протяжный! Точнее не скажешь — и именно в сочетании со словом «ровный»: ровный, протяжный шум… Разве скажешь словами, что рождают в тебе эти слова: ровный, протяжный шум леса. За ними целый мир, уместившийся не только что на крохотном поле рассказа, но в одной короткой фразе!
Образ леса как самостоятельного героя рассказа многократно подчёркнут критиками.
Лес рассматривается как некая сверхъестественная, но в то же время натуральная сила, помогающая людям отстоять справедливость:

«Полесская легенда» в лирико-романтическом ключе рассказывает о нравственном противостоянии лесника Романа и молодого пана. Роман как человек, живущий в гармонии с природой, болезненно воспринимает малейшую несправедливость по отношению к нему и его жене. Убийство пана — вынужденная мера: он хотел разрушить семейное счастье лесника. Казалось бы, виновникам не миновать Сибири, но лесная буря «покрывает» их грех. Рассказ о хозяине леса, его повадках звучит увертюрой к разыгравшейся драме. Именно лес помогает людям, охраняющим свое достоинство и честь.— Русская литература XIX века, 1880—1890: учебное пособие, 2006
По мнению С. М. Петрова, лес — это народ, крепостные крестьяне, и его шум — это голос народного гнева на гнет помещиков:

На фоне лирического мирного пейзажа мы видим трагическую судьбу крепостных людей, лишенных права на любовь и семью в условиях крепостнического гнета. Крепостные крестьяне поднялись против помещика, видя в расправе с угнетателями единственно возможный путь к освобождению. В рассказе «Лес шумит» трагическое повествование о возмущении крепостных крестьян развивается параллельно описанию дремучего бора — этой почти одушевленной «хмурой рати… высоких столетних сосен». Романтический пейзаж нужен был писателю для того, чтобы у читателя создалось впечатление силы и могущества народного гнева. «Лес шумел…».— литературовед Сергей Митрофанович Петров
Д. С. Мережковский заметил, что невозможно отделить шум леса от речи деда-рассказчика:

Его речь с ее простым и вместе с тем грандиозным былинным складом до такой степени гармонирует с однообразным гулом ветра в деревьях, что, когда дед умолкает, кажется, можно уловить продолжение прерванной повести в шуме леса, и, наоборот, когда лес умолкает, можно уловить в монотонной речи деда бесконечный шум деревьев. И эти две величавые мелодии — голос человека и стихийный голос природы, переплетаясь в легенде, сливаются в душе читателя в одно смутное, глубоко торжественное поэтическое впечатление.

## Правка рассказа А. П. Чеховым
Вот выздоровела Оксана, все на могилку ходила. Сядет на могилке и плачет, да так громко, что по всему лесу, бывало, голос её ходит. Это она свою дитыну жалела, а Роман не жалел дитыну, а Оксану жалел.
Рассказ в правке А. П. Чехова был впервые опубликован в 1962 году, а затем в 1974 году вошёл в 18-томное собрание его сочинений.
Источник этого текста — сохранившаяся в личной библиотеке Чехова в доме в Ялте книга Короленко «Очерки и рассказы», подаренная автором Чехову в 1887 году, в которой Чехов сделал красным карандашом ряд исправлений в рассказе «Лес шумит». Правка велась «редактором» только для себя — сведений о том, чтобы он уведомлял Короленко о правке, или чтобы кто-то о ней знал, нет, дата правки неизвестна, ориентировочно 1887 год.
В основном, стилистическая правка свелась к значительному сокращению текста. В этой связи отмечается, что став позже редактором, А. П. Чехов, автор выражения «Краткость — сестра таланта», рекомендовал авторам по возможности упрощать сложные синтаксические конструкции.
Чеховедами отмечается, что правка Чеховым рассказа была не только редакторским упражнением, «гимнастикой для ума», но и «шлифовкой» своего стиля, с изучением стилевых особенностей Короленко, известно письмо Чехова Короленко от 2 мая 1888 года: «…буду читать … и изучать Вашу манеру».

## Музыка
Автор иногда нарочно выбирает сюжеты, которые могут дать повод для целого ряда пейзажей и описаний, сотканных из звуковых эффектов. Шум леса в рассказе «Лес шумит» служит основной, постоянно выдвигающейся канвой, на которой легенда вырисовывается только изящной арабеской, как золотая вышивка на старинных тканях.— Д. С. Мережковский
В литературоведении сложилась традиция называть прозу В. Г. Короленко «музыкальной», но композиторы редко обращались к ней, однако рассказ «Лес шумит» стал основой сразу трёх произведений: симфоническая увертюра для оркестра Г. Э. Конюса «Лес шумит» (1891), опера В. И. Ребикова «В грозу» (1894) и музыка Б. А. Чайковского к одноимённому спектаклю (1953).

### Опера «В грозу»
В 1894 году по мотивам рассказа «Лес шумит» была написана опера В. И. Ребикова «В грозу». Композитор признавал колоссальное влияние на него оперы «Пиковая дама» П. И. Чайковского.
Известно, что перед тем как приступить к написанию оперы, Ребиков напрямую обратился за разрешением к Короленко.

Выбор сюжета не был случайным для Ребикова и свидетельствовал о демократических устремлениях композитора, о приверженности к свободолюбивым народническим идеалам.— музыковед О. М. Томпакова
Опера была поставлена в 1894 году в Одессе в Городском театре и имела успех, несколько раз ставилась в провинции и один раз в Москве, после чего была забыта.
Отмечается, что сюжет оперы сильно отличается от рассказа — цензор нашел неудобным «изображать на сцене угнетение народа помещиками», были убраны упоминания о «гайдамаках», действие было перенесено из Украины XIX века на север России XVII века, место пана занял боярин, а социальный конфликт — бунт «холопов» против панства — уступил место любовному, и в итоге:

С исчезновением обрамления утерян почти весь мистический колорит легенды о «лесном хозяине». Тем самым могучее фольклорное начало сведено в опере на нет.

## Экранизация
- «Полесская легенда» — фильм 1957 года.